# Tratado de Constantinopla (1533)
El tratado de Constantinopla (en turco: İstanbul antlaşması)  fue un tratado de paz firmado el 22 de julio de 1533 en Constantinopla (Estambul) entre el Imperio otomano y el Archiducado de Austria que cerraba el primer capítulo de las guerras entre los Habsburgo y los otomanos, dejando las partes occidental y norte del antiguo Reino de Hungría medieval en manos de Fernando I, archiduque de Austria a cambio de que este reconociese a János Szapolyai como rey de la Hungría que controlaba bajo la suzeranía otomana.

## Contexto
Durante la batalla de Mohács en 1526, el rey de Hungría, Luis II, había muerto sin un heredero al trono. Al no anexionarse de Hungría el Imperio otomano, que se retiró tras la victoria y el saqueo, el trono húngaro quedó vacante durante varios meses. Surgieron dos pretendientes: Fernando I, archiduque de Austria; y János Szapolyai, el voivoda (gobernador) de Transilvania (en turco: Erdel, ahora el oeste de Rumania). Aunque Szapolyai estaba respaldado por la mayoría de la élite húngara, Fernando se autoproclamó rey de Hungría, con el apoyo de su hermano mayor Carlos V, emperador del Sacro Imperio Romano Germánico. 
En 1527 Fernando declaró la guerra a Juan Zápolya y capturó Buda, Györ, Komárno, Esztergom y Székesfehérvár en 1528 (Campaña húngara de 1527-1528). Zápolya solicitó ayuda a Solimán el Magnífico, acordando ser su vasallo. Solimán no hizo ninguna acción en este momento a pesar de las súplicas de su vasallo. Pero a Soliman no le gustaba el fortalecimiento de la Casa Habsburgo en Europa central, por lo que al año siguiente, 1529, lideró una campaña contra Hungría con el pretexto de ayudar a János Szapolyai contra Fernando I. Aunque logró capturar Buda, el asedio de Viena no tuvo éxito. Además, tras la retirada del ejército del sultán a Constantinopla, las tropas germanas y austríacas volvieron a apoderarse de Buda. La campaña de 1529 fue seguida por otra en 1532, que Miklós Jurisics hizo memorable en la defensa de Kőszeg. En Viena grandes tropas imperiales (ejércitos checos, húngaros, italianos, españoles) esperaban a los turcos, pero el sultán evitó la batalla. La retirada de los turcos fue seguida de nuevo por un contraataque de los Habsburgo, y Fernando logró gobernar el occidente del Reino de Hungría y la Alta Hungría, aunque vio que era imposible establecer su gobierno sobre toda Hungría.
Mientras tanto, el sah safávida de Persia, Tahmasp I comenzó a inquietar en la frontera oriental otomana. Debido al fracaso de la ofensiva occidental y a ese compromiso oriental, la Sublime Puerta acogió con agrado la oferta de paz de Carlos V y Fernando I. La paz se estableció antes del inicio de la campaña oriental: el sultán firmó el tratado de paz el 22 de junio de 1533. Los enviados de los Habsburgo recibieron los documentos de paz sellados del gran visir Pargalı İbrahim Paşa en presencia de Alvise Gritti el 24 de junio. Acordada la paz, Soleiman envió primero al gran visir İbrahim Paşa a Irak con una gran tropa y luego marchó en persona contra el sah en el verano de 1534. Fue el inicio de lo que será una costosa guerra, la Guerra otomano-safávida (1532-1555).

## Términos
Los términos del tratado de paz en Estambul fueron los siguientes:
- Fernando retiraba sus reivindicaciones sobre la totalidad de Hungría salvo sobre la pequeña parte en el oeste y norte de Hungría que controlaba, que era reconocida como legítima.[4]
- Fernando reconocía a János Zápolya como legitimo rey de la Hungría que controlaba bajo la suzeranía otomana.
- Austria aceptaba pagar al sulltán un tributo anual de 30.000 florines de oro.
- La diplomacia otomana reconocía a Carlos V como rey de España, y a Fernando I como rey de Alemania. Solo Solimán podía ostentar el título de «emperador» en las negociaciones turco-habsburgo.[5]

## Consecuencias
El tratado de paz de Estambul, favorable a los turcos, despertó el descontento entre los húngaros de los Habsburgo. El compromiso oriental del Imperio otomano les habría brindado la oportunidad de lanzar una gran ofensiva antiturca, pero eso no pudo hacerse hasta un ataque (fallido) en 1537. Se hizo evidente que Fernando no podría emprender una guerra ofensiva contra los turcos sin el apoyo financiero y armado de su hermano, Carlos V. Para Carlos V, la importancia del campo de batalla en Hungría le distraía de la rivalidad con el rey francés, de la expansión del protestantismo y de los problemas internos del Sacro Imperio Romano Germánico.
Reconociendo que la restauración de la unidad del país no se conseguiría con la ayuda de potencias exteriores, los dos reyes, Juan y Fernando, hicieron frecuentes altos el fuego entre 1534 y 1838. Eso también fue solicitado por György Fráter, quien heredó el tesoro del tesorero y Oradea, quien se convirtió en el confidente número uno de Szapolyai después de la muerte de Gritti y su objetivo era restaurar la unidad de Hungría.
El fracaso del tratado de paz de 1533 sigue siendo controvertido en la actualidad. Sus contemporáneos pro-Fernando, y los historiadores posteriores pro-Habsburgo acusaron a Szapolyi de hacer algo (pagar impuestos, pedir la aprobación del Portal en asuntos húngaros), lo que también hacía la política vienesa contemporánea. Hasta la paz de Zsitvatorok (1606), que puso fin a la guerra de los Quince Años, el gobernante Habsburgo y el padishá otomano no llegaron a ser considerados iguales por la diplomacia otomana.
El tratado no satisfizo ni a Juan Zápolya ni al archiduque austriaco Fernando, cuyos ejércitos comenzaron a hacer escaramuzas a lo largo de la frontera. Fernando decidió asestar un golpe decisivo en 1537 a Juan, violando así el tratado. Fernando envió un ejército de 24 000 hombres para tomar Osijek. La batalla de Gorjani se libró el 9 de octubre de 1537 cerca de Osijek y fue una completa derrota de los austriacos similar a como había sido la batalla de Mohács para los húngaros en 1526, y fue por ella apodada como el «Mohacs austríaco». La noticia de la derrota fue un shock en Viena. 
Fernando y Juan Zápolya, que no tenía hijos entonces, firmaron el 24 de febrero de 1538 el Tratado de Nagyvárad, un acuerdo secreto para reconocerse mutuamente y dividirse Hungría entre ellos y que, tras la muerte de Juan, su reino pasase a ser una posesión de los Habsburgo. Sin embargo, después del tratado, Zápolya se casó y tuvo un hijo poco antes de fallecer de causas naturales. Tras su muerte, Fernando reclamó el trono pero ni la viuda y regente de Transilvania ni los otomanos aceptaron y la guerra se reanudó. Esta vez, Solimán revirtió su política de permitir que Hungría persistiera como reino vasallo y se anexionó la mayor parte del antiguo reino de Hungría en sus dos campañas en 1541 y 1543. El hijo pequeño de Szapolyai fue trasladado a Transilvania, el antiguo principado de su padre.